# Bocskó
Bocskó (Bocicău) település Romániában, Szatmár megyében.

## Fekvése
Nagytarnától nyugatra fekvő település.

## Története
Bocskó nevét 1572-ben Bochko néven említette először oklevél.
1808-ban Bocskó, Bockow, Biskeu, 1913-ban Bocskó néven írták.
1910-ben 470 lakosából 5 magyar, 452 román, 13 ruszin volt. Ebből 485 görög  katolikus, 5 izraelita volt.
A trianoni békeszerződés előtt Ugocsa vármegye Tiszántúli járásához tartozott.
1920-ban mint határfalut, 1974-ben pedig mint Nagytarna község faluját említették.